# Gamla Stockholm (kulisstad)

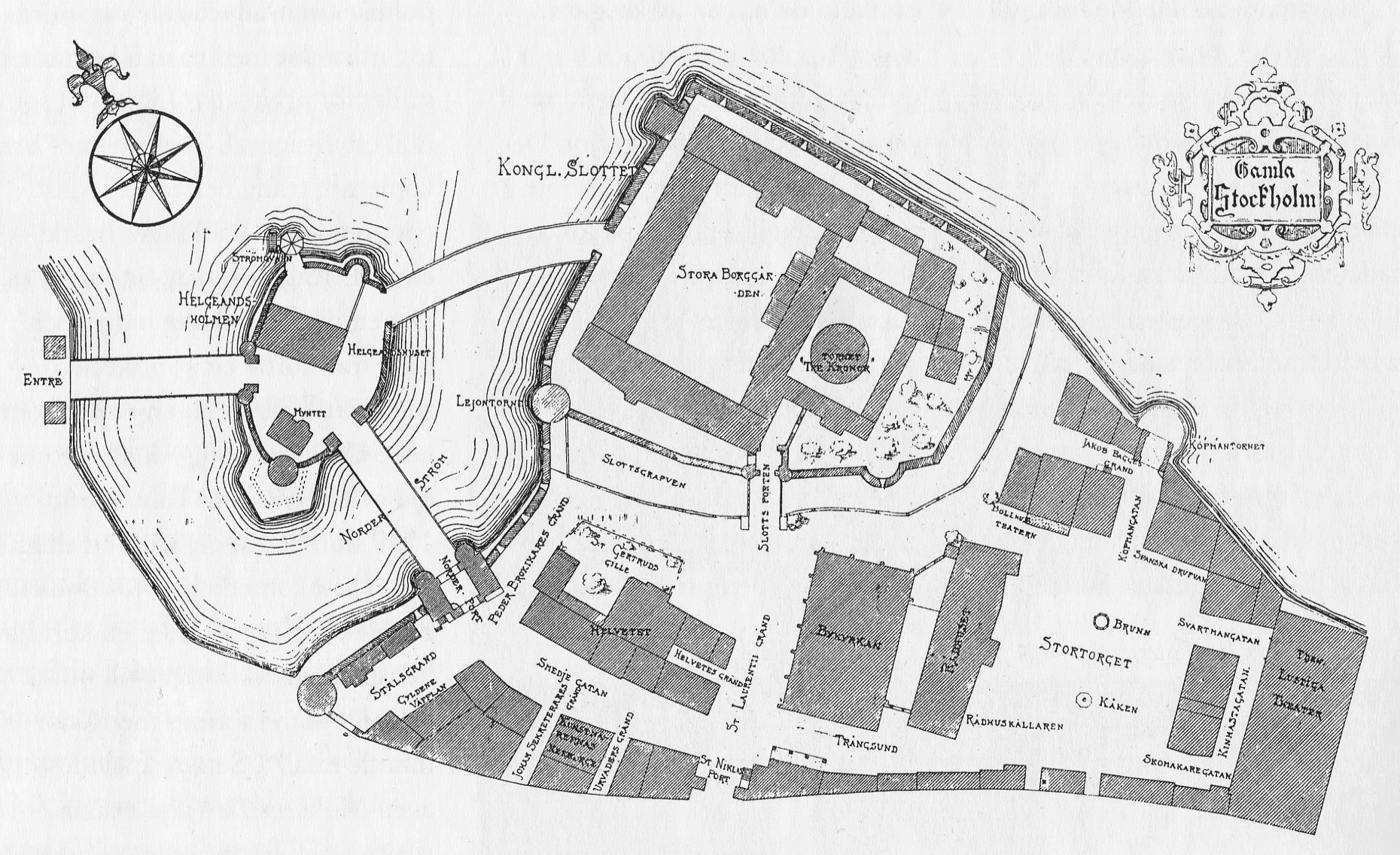
Fredrik Lilljekvists karta över ”Gamla Stockholm” 1897.

Gamla Stockholm var en miniatyrstad  på Allmänna konst- och industriutställningen 1897 på Djurgården i Stockholm. Gamla Stockholm skapades av arkitekt Fredrik Lilljekvist tillsammans med sin medarbetare Erik Hahr och föreställde en förenklad miniatyrkopia av 1500-talets Gamla stan i trä och gips. Miniatyrstaden, som existerade mellan 15 maj och 3 oktober 1897, blev en av utställningens stora attraktioner. Vare sig tidigare eller senare har någon liknande anläggning som Gamla Stockholm uppförts i Sverige. Sommaren 2008 pågick arkeologiska utgrävningar på den lilla konstgjorda holmen som föreställde miniatyrstadens Helgeandsholmen.

## Planeringen

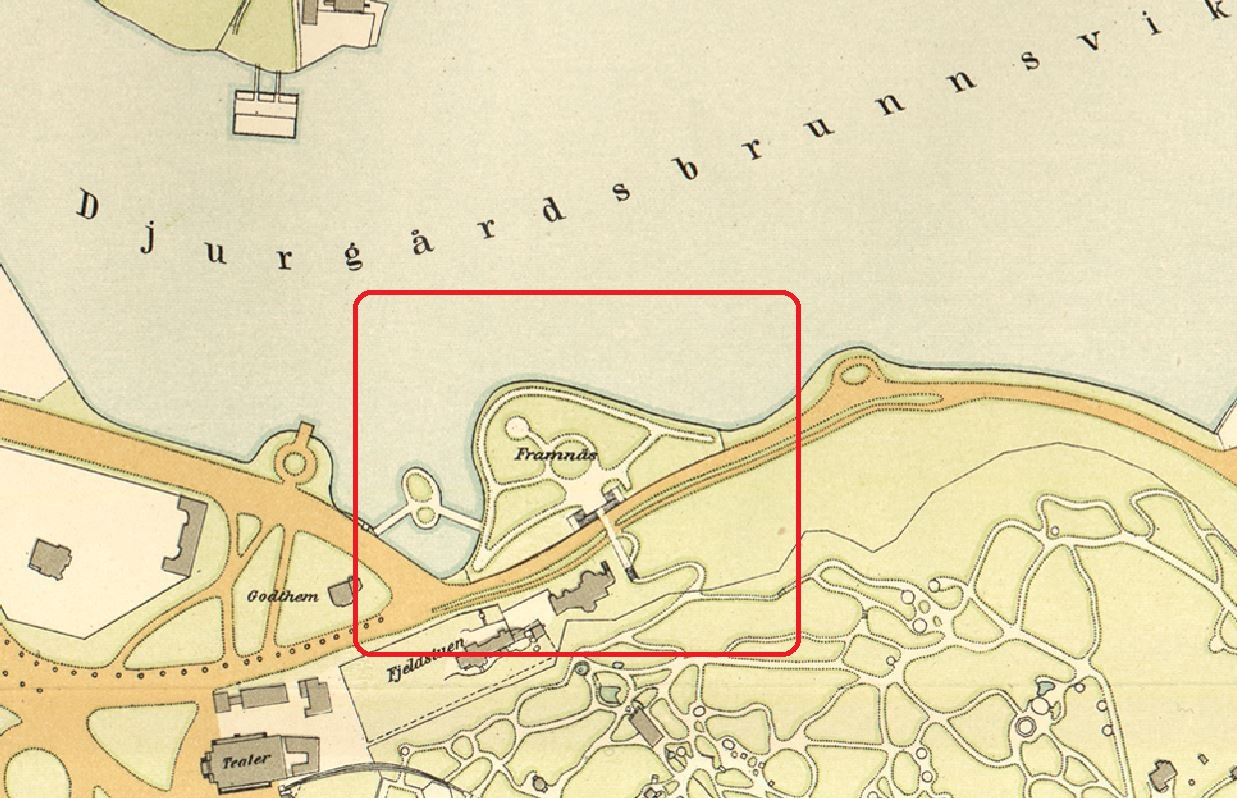
1899 års karta över Stockholm visande platsen för "Gamla Stockholm 1897".

Att ha historiska miljöer var ett populärt inslag på 1800-talets stora utställningar, det hade förekommit i bland annat i Edinburgh (1886), Amsterdam (1887) och Världsutställningen 1889 i Paris samt på Berliner Gewerbeausstellung 1896 som visade ett ”Alt-Berlin”. Bakom ”Alt-Berlin” stod arkitekt Karl Hoffacker som ritade Berlins gamla stadskärna så som den kunde ha sett ut på 1600-talet. Här fanns ett hundratal byggnader med krogar, ölhallar, butiker, nöjen och spel. Somliga tyckte att det var alltför mycket ”Geschäft” över det hela.
Redan på 1890-talet presenterade Fredrik Lilljekvist en idé om en miniatyrstad om det medeltida Stockholm som skulle byggas på Skeppsholmen. Fem år senare föreslog han en placering på Framnäs udde vid Djurgårdsbrunnsvikens södra strand men frågan bordlades. Först när finansieringen löstes, där Lilljekvist personligen gick i borgen, fördes hela projektet i hamn. Att Lilljekvist visade ett sådant starkt intresse berodde troligen delvis på hans just inledda restaurering av Gripsholms slott. Gamla Stockholm skulle bestå av den lilla ovala ”Helgeandsholmen” och den något större hjärtformade ”Staden mellan Broarna” och allt skulle samlas på en yta ungefär 200 meter lång och 100 meter bred. 
Av utrymmesskäl placerades halva staden på pålar i Djurgårdsbrunnsviken och för Helgeandsholmen skapades en liten konstgjord ö. När ”Gamla Stockholm” anlades arbetade man troligen utan ritningar och idag finns inget annat material att utgå ifrån än de talrika fotografier, som förvaras på Stockholms stadsmuseum, några skisser och en karta som mer visar en vision än det färdiga resultatet.

## Miniatyrstaden

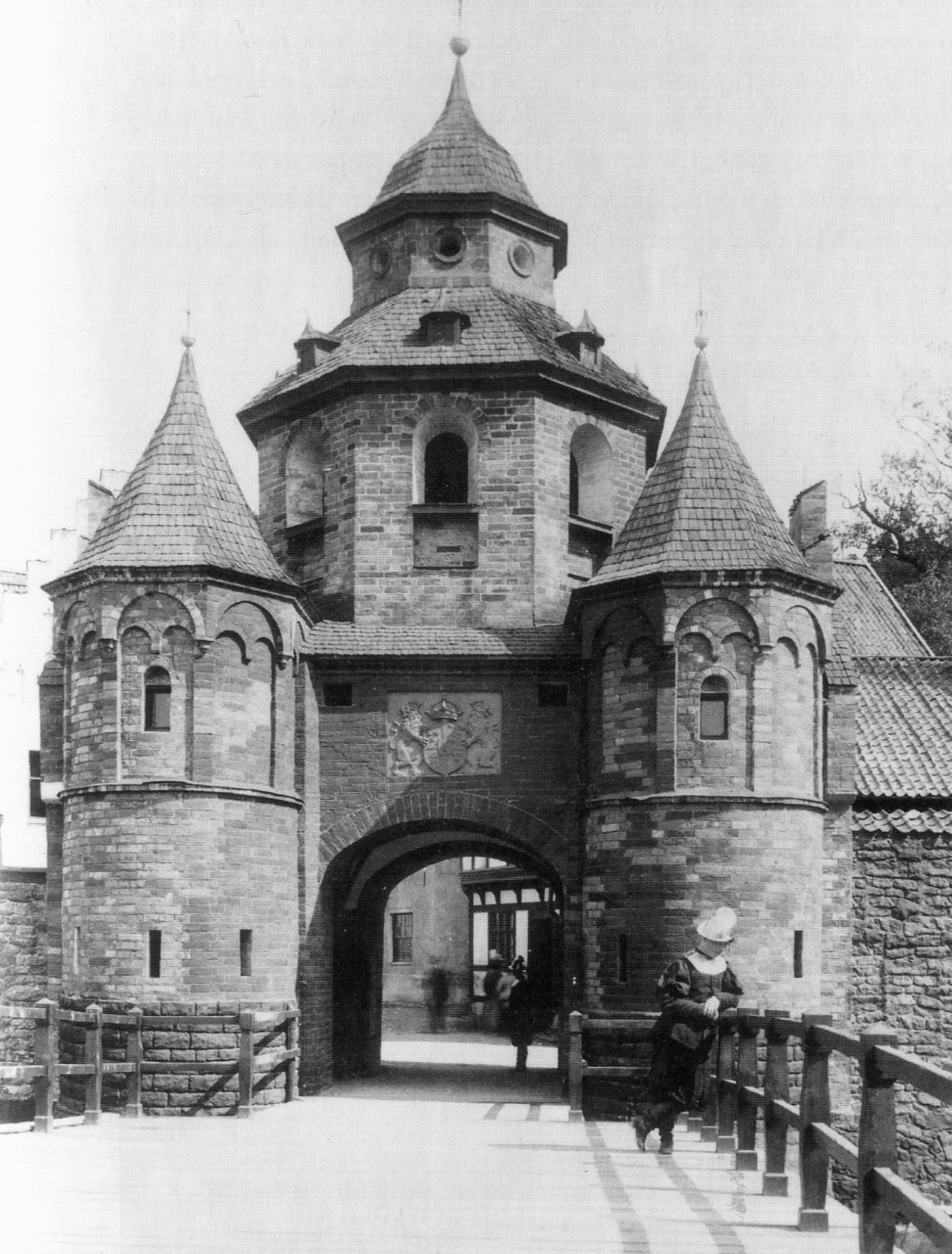
Inre Norreport.

Huvudentrén förde besökaren in i Gamla Stockholm norrifrån, ungefär från dagens promenadväg Lusthusporten. Via en bro över ett mindre vattendrag, som föreställde Norrström nådde besökaren miniatyrkopian av Helgeandsholmen med Helgeandshuset och Myntmästarens hus. Från Helgeandsholmen ledde två broar över till själva staden. Den norra gick till Kongl. Slottet (Slottet Tre kronor), som var möblerat med autentiska historiska möbler. Den södra bron gick mot Inre Norreport och sedan rakt på Smedje Gatan och gränden Trångsund. I mitten placerades Bykyrkan (Storkyrkan) och längre ner låg en fantasifull rekonstruktion av Stortorget med Rådhuset (Stockholms rådstuga) samt Kopparmatte på en hög skampåle. Det hela avslutades med Den Lustiga Teater.

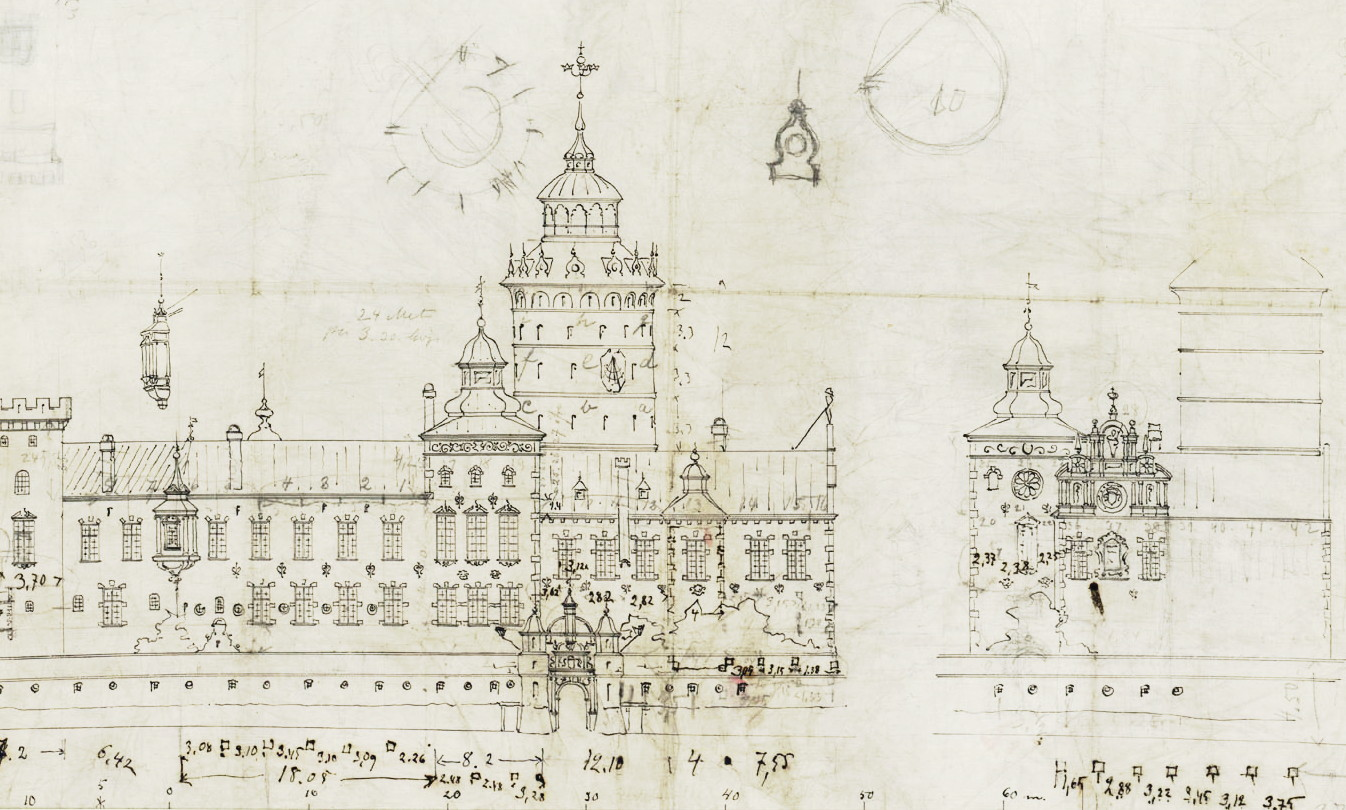
Lilljekvists skiss för Slottet Tre kronor.

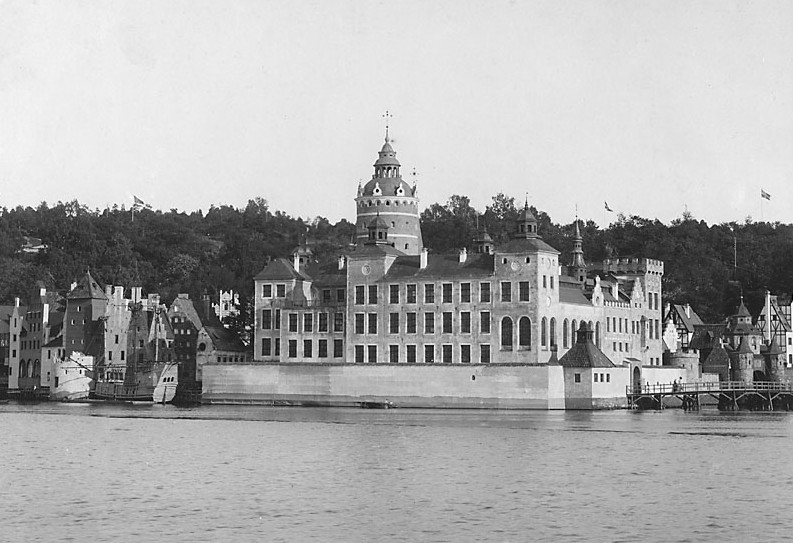
Slottet Tre kronor.

Gator och gränder fick riktig stenbeläggning och byggnaderna (som egentligen bestod av gipsklädda trästommar) fick fasader med avtryck av murtegel och gråsten. Taken belades med riktigt taktegel. Vissa hus hade putsade fasader och trähus samt korsvirkeshus uppfördes i äkta material. Allt målades och gavs en ytbehandling som förespeglade ett äldre ”begagnat” intryck. 
Skalan var huvudsakligen 1:2 (alltså halva storleken) men gick ända ner till 1/3 av verkligheten. Genom perspektiviska förskjutningar skapades en illusion av en medeltida fantasistad med viss historisk anknytning till Gamla stan och inspiration från Visby. När det inte fanns passande förebilder till husen från det historiska Gamla stan lånade Lilljekvist från annat håll, så var exempelvis värdshuset Gyllene Våfflan en kopia av Kungsstugan i Örebro.
Här fanns ett koncentrat av hela den medeltida bebyggelsen i Gamla stan från slott till svinstia, den senare med riktiga grisar som öppnade besökarens luktsinne för historien. Gamla Stockholms personal bar tidstypiska kläder, i många hus fanns hantverkare i arbete och en lång rad bodar skulle locka besökarna till inköp och förströelse. Bland affärerna kan nämnas en tobaksbod, en antikhandel, en vävnadshandel, en guldsmed, ett apotek, en bokhandel, ett konditori och ett postkontor. Man kunde mot betalning få ett porträtt av sig själv. Vid ”Niklas Port” uppträdde trollkarlen Edvardo och på ”Stortorget” arrangerades slagsmål varje dag klockan tre. Ett av dem filmades av den franske filmfotografen Alexandre Promio och blev under titeln Slagsmål i Gamla Stockholm en av Sveriges första spelfilmer. Filmen är en minut lång.
Gamla Stockholm illustrerade inte bara det medeltida Stockholm på ett mycket realistiskt sätt utan även världens senaste moderniteter. Vid Rosendalsvägen och med egen entré låg ”Lumières Kinematograf i Gamla Stockholm” som kan betraktas som Stockholms första biograf. Här visades den 19 juli 1897 den dagsfärska filmen Konungens af Siam landstigning vid Logårdstrappan. Landstigningen av Siams konung Chulalongkorn vid Stockholms slott hade spelats in sex dagar tidigare av Sveriges förste filmfotograf Ernest Florman. Filmen anses vara den första helsvenska filmupptagningen. Ett annat aktuellt bidrag, som filmades av Alexandre Promio den 15 maj 1897 och som kan ses som Sveriges första journalfilm, visade hur Oscar II tillsammans med kronprins Gustaf (sedermera Gustaf V) anländer till utställningsområdet på Djurgården och där hälsas välkommen av Prins Eugen (se H. M. Konungens ankomst till utställningen).
Lika nydanande var röntgenstrålningen som demonstrerades i en av entréns hörntorn. För 25 öre kunde den som ville få genomlysa såväl sin hand som sin portmonnä. Enligt tidskriften ”För svenska hem” blev Gamla Stockholm hela konst- och industriutställningens ”clou” som besöktes av ungefär 12 000 personer.

## Efter utställningen
När utställningen var över söndagen den 3 oktober 1897 och de utställda föremål som inte stulits packades ned började rivningen av paviljongerna. Hjalmar Söderberg skrev bland annat: ”Gamla Stockholms kulissmurar voro redan sönderflängda av regn och blåst, och var dag gick förödelsen fram över den vackra gångna sommarens brokiga marknadsstad”. Från vintern 1897/1898 existerar några fotografier som visar ”Gamla Stockholm” i is och snö, men sedan revs alltsammans, så grundligt att ingenting blev kvar ovan jord. Idag är Framnäs udde ett litet parkområde nedanför Skånska gruvan, på en kulle i mitten finns en staty av Erik Rafael-Rådberg visande "Den svenska näktergalen" Jenny Lind, rest 1924.

## Historiska bilder

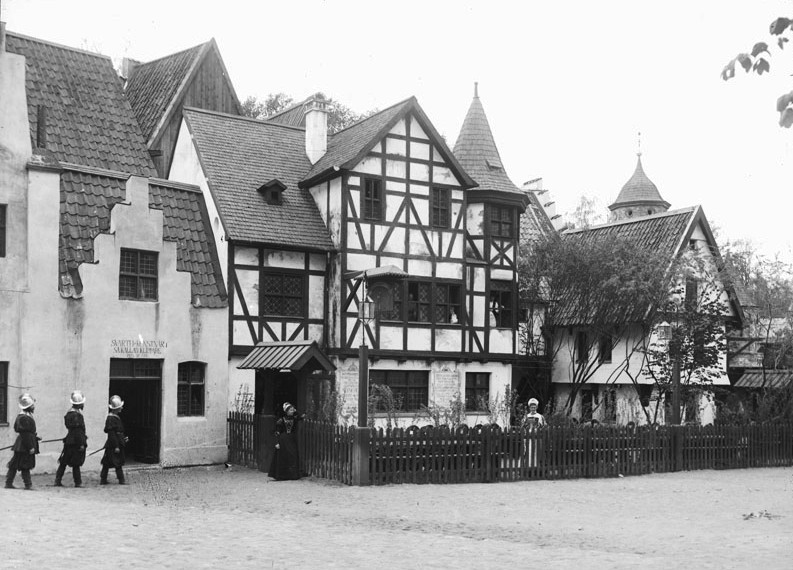
S:t Gertruds gillestuga
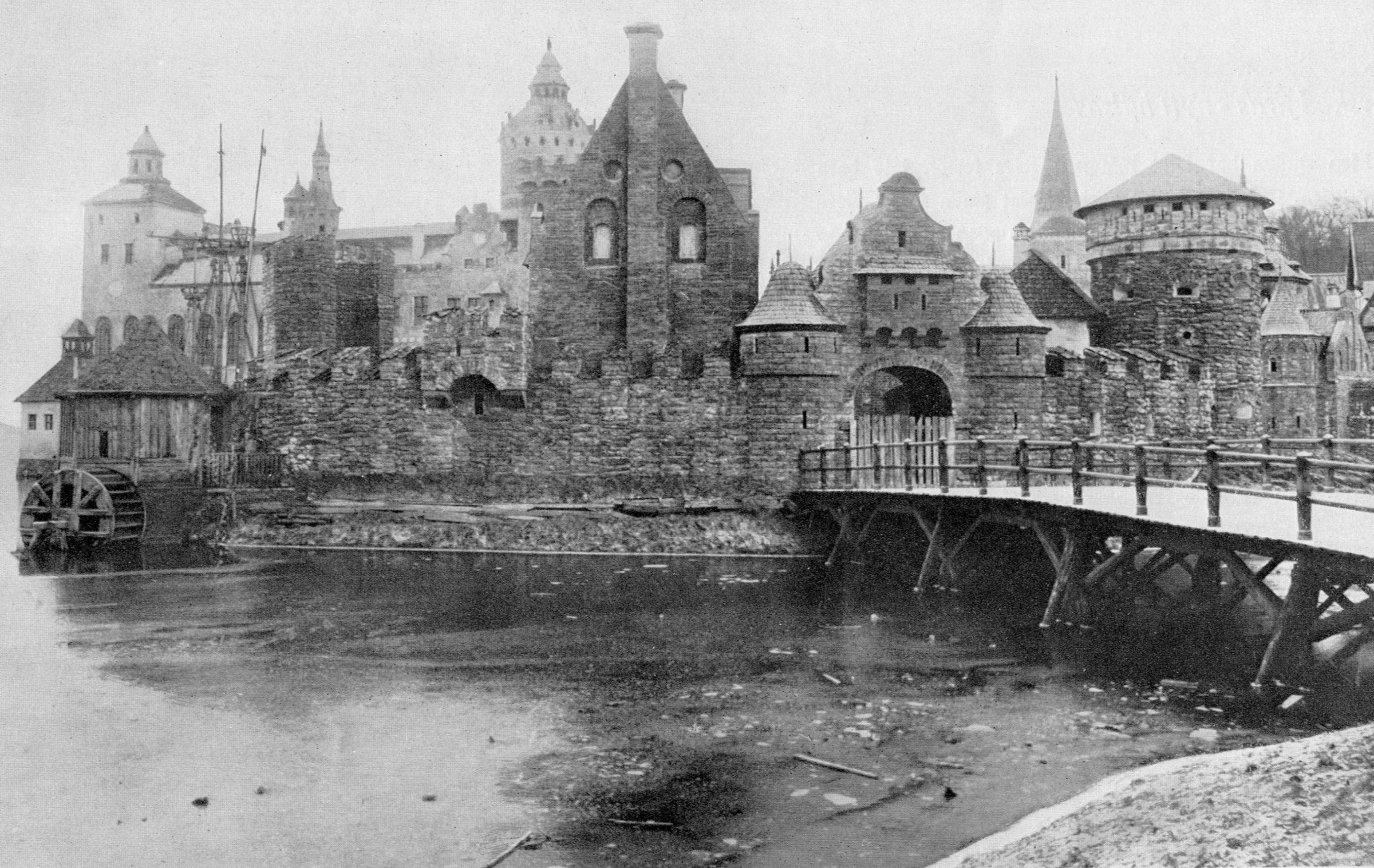
Helgeandshuset
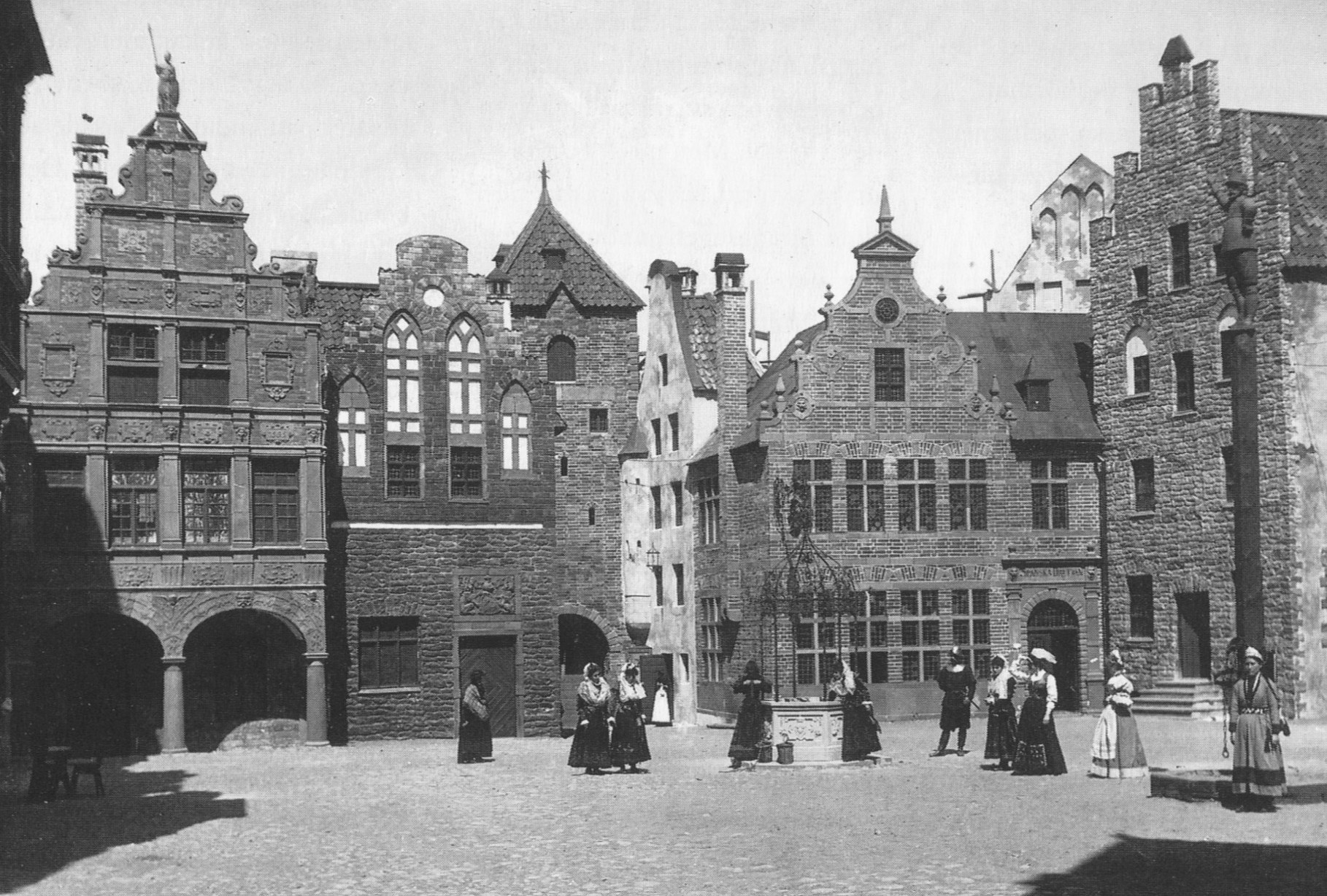
Stortorget med  Kopparmatte
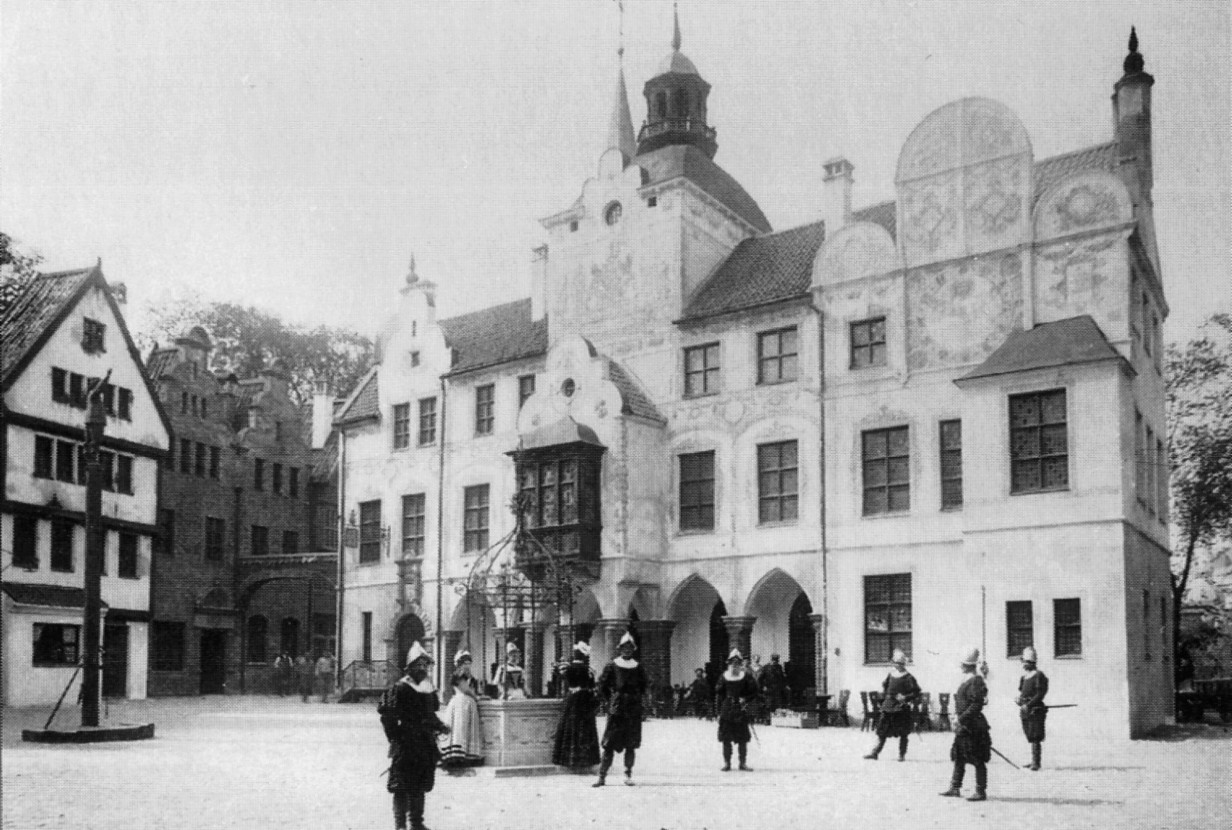
Rådhuset med bybrunnen

## Utgrävningar

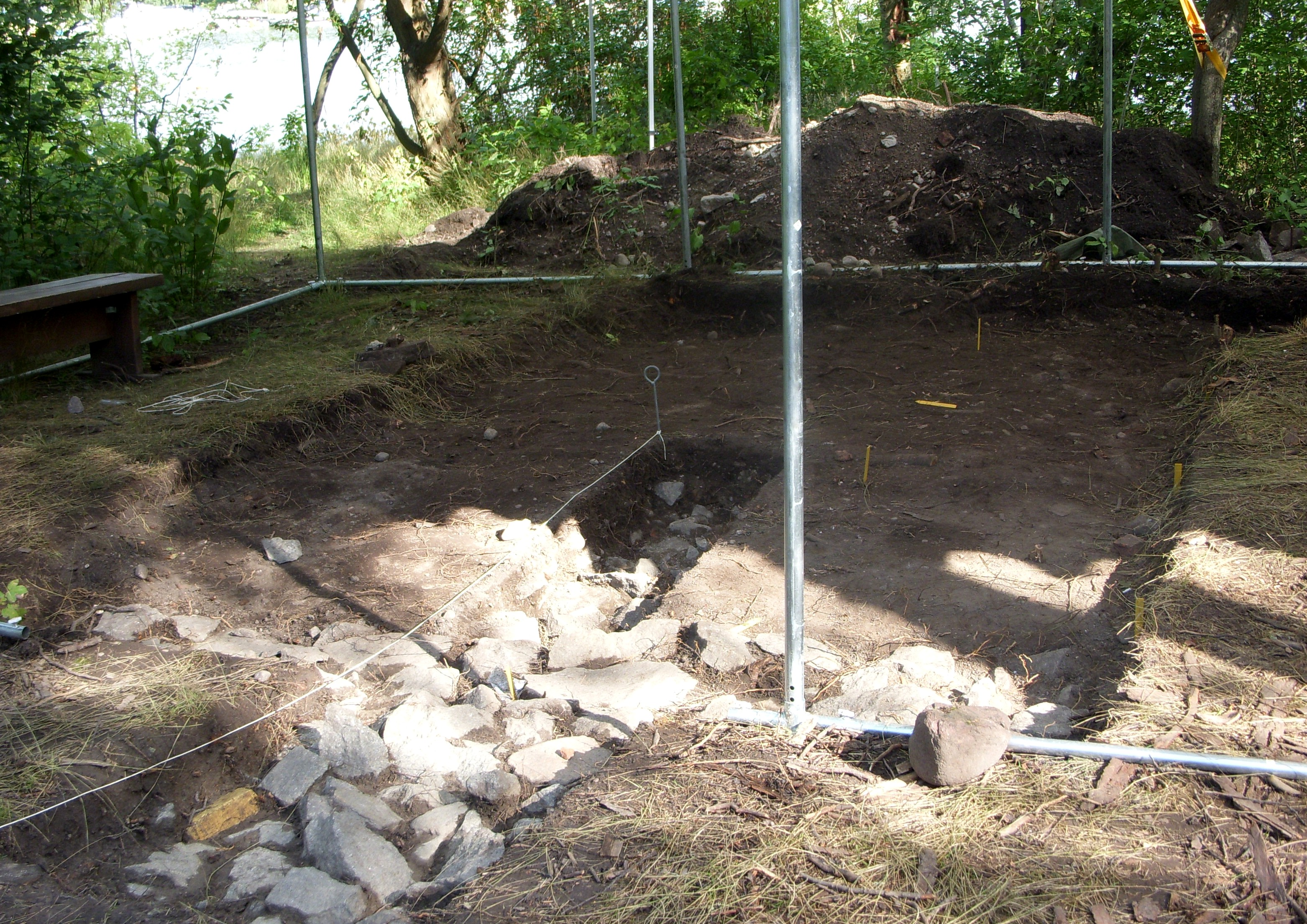
Utgrävningar sommaren 2008.

Om Stockholmsutställningen 1897 har genomförts omfattande forskningar med undantag för ”Gamla Stockholm”, därför beslöts att Historiska museet skulle genomföra en inventering av dokumentationsmaterialet från denna del av utställningen och sedermera även utföra en undersökning på platsen.  
Sommaren 2008 pågick arkeologiska utgrävningar på den lilla konstgjorda holmen som under utställningen 1897 skulle föreställa Helgeandsholmen i miniatyrstaden. Utgrävningarna utfördes av Historiska museet och intresserade amatörer kunde själva delta aktivt. Under utgrävningen som pågick i två veckor kom 4 850 besökande varav cirka 400 personer grävde själva. Ytterligare ett par tusen besök följde på distans inifrån Historiska museets entréhall som var uppkopplad online med utgrävningsplatsen.
Enligt Historiska museet var fyndmängden över förväntan. Bland annat frilades en husgrund med raseringsmassor som härrörde från rekonstruktionen av Helgeandshuset mitt på ”Helgeandsholmen”.

### Noter

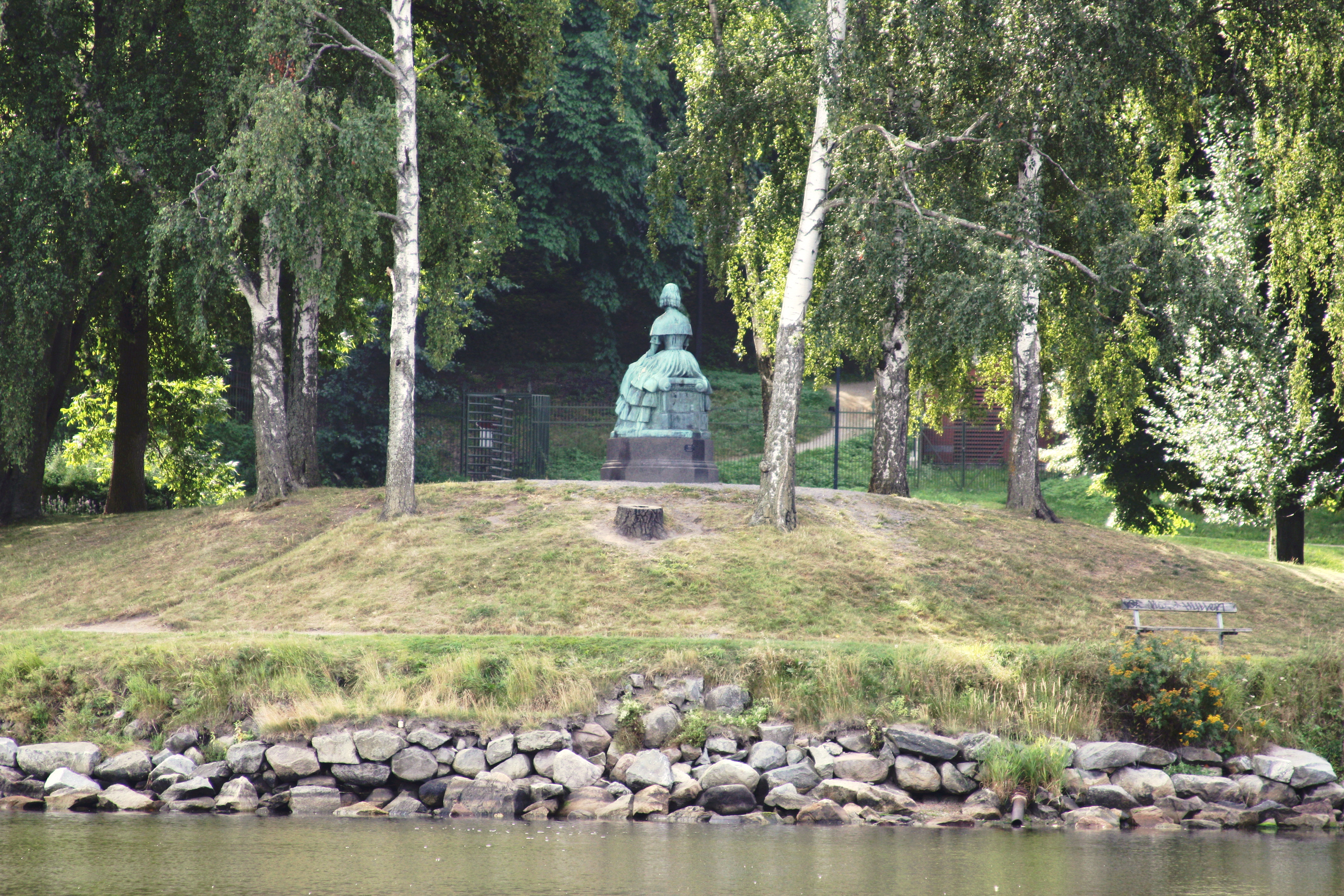
Området idag med Erik Rafael-Rådbergs Jenny Lind-statyn.